# Свети Атанасий (Самоков)
Вижте пояснителната страница за други значения на Свети Атанасий.
„Свети Атанасий“ или „Свети Атанас“ (на македонска литературна норма: „Свети Атанасиј“, „Свети Атанас“), е поствизантийска църква в поречкото село Самоков, Северна Македония. Църквата е част от Бродското архиерейско наместничество на Дебърско-Кичевската епархия на Македонската православна църква – Охридска архиепископия. Църквата е изградена в 1626 година. Сред фреските се отличават портретите на сръбските светители Симеон и Сава, което показва сръбското църковно влияние в този край. Живописта е с ниско качество.